# Менаджо
Менаджо (італ. Menaggio) — муніципалітет в Італії, у регіоні Ломбардія, провінція Комо.
Менаджо розташоване на відстані близько 530 км на північний захід від Рима, 65 км на північ від Мілана, 26 км на північний схід від Комо.

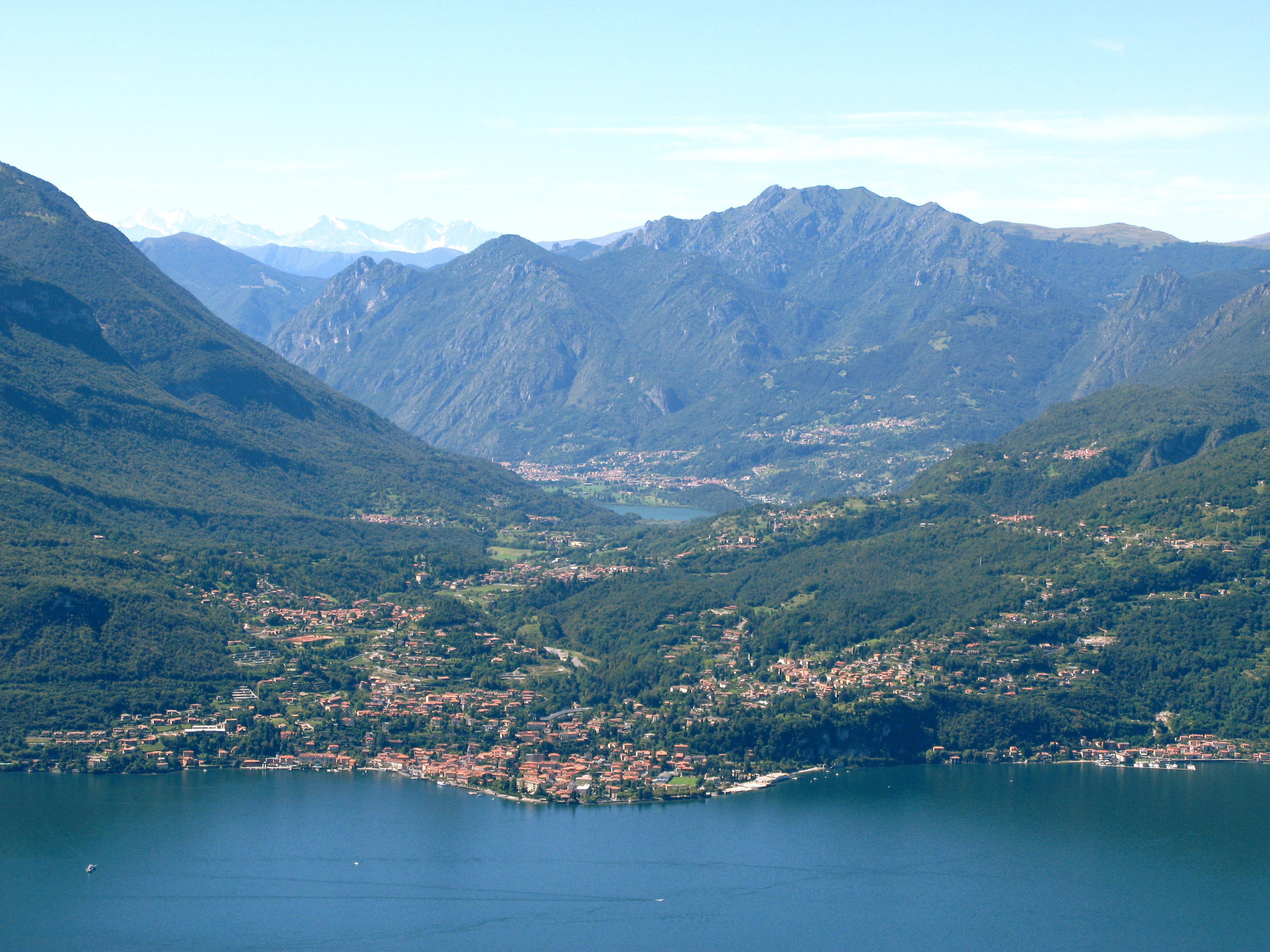

Населення — 3157 осіб (2014).
Покровитель — святий Степан.

## Демографія
Населення за роками:

Станом на 1 січня 2023 року в муніципалітеті офіційно проживали 274 іноземці з 46 країн, серед них 73 громадяни країн Євросоюзу та 9 громадян України.

## Сусідні муніципалітети
- Грандола-ед-Уніті
- Гріанте
- Перледо
- Плезіо
- Сан-Сіро
- Тремеццо
- Варенна